# Palatul St. James
Palatul St. James este unul dintre cele mai vechi palate din Londra. Este situat pe strada Pall Mall, la nord de Parcul St. James. Deși timp de aproape două secole nici un suveran nu a avut reședința aici, a rămas reședința oficială a familiei regale britanice.

## Istoric
Palatul a fost construit la comanda regelui Henric al VIII-lea pe locul unui fost spital de leproși dedicat sfântului Iacob (James în engleză), din care Palatul și parcul său din apropiere își păstrează numele; spitalul a fost desființat în 1532.
Noul palat a fost construit din cărămidă roșie în stilul Tudor în jurul a patru curți interioare: 